# Nibris
Nibris est un ancien studio de développement de jeux vidéo basé à Cracovie, en Pologne et fondé en 2006 par Piotr Babieno. Il se concentre principalement sur les consoles de jeux vidéo Nintendo DS et Wii. Son site web officiel ferme en février 2010. Le dernier jeu publié par le studio est Double Bloob, qui sort le 1er décembre 2011, terminé par Bloober Team.

## Jeux
| Annonce | Sortie            | Titre                     | Plateforme(s)    | Genre(s)        | Ref.  |
| ------- | ----------------- | ------------------------- | ---------------- | --------------- | ----- |
| 2006    | Annulé            | Sadness                   | Wii              | Survival Horror | [ 4 ] |
| 2006    | Annulé            | Raid over the River       | Nintendo DS      | Jeu de tir      | [ 5 ] |
| 2007    | 1er décembre 2011 | Double Bloob              | Nintendo DS, Wii | Jeu d'arcade    | ,     |
| 2007    | Annulé            | The Children of the Night | Nintendo DS      | Horreur         | [ 9 ] |